# Corrinea aurata
Corrinea aurata is een keversoort uit de familie dwergpilkevers (Limnichidae). De wetenschappelijke naam van de soort werd in 1980 gepubliceerd door David P. Wooldridge.